# Locarn
Locarn (bret. Lokarn) – miejscowość i gmina we Francji, w regionie Bretania, w departamencie Côtes-d’Armor.
Według danych na rok 1990 gminę zamieszkiwało 525 osób, a gęstość zaludnienia wynosiła 16 osób/km² (wśród 1269 gmin Bretanii Locarn plasuje się na 813. miejscu pod względem liczby ludności, natomiast pod względem powierzchni na miejscu 228.).